# Jiří Konopásek
Jiří Konopásek (Praga, 16 aprile 1946) è un ex cestista cecoslovacco.

## Carriera
Con la Cecoslovacchia ha disputato due edizioni dei Giochi olimpici (Monaco 1972, Montréal 1976), i Campionati mondiali del 1970 e tre edizioni dei Campionati europei (1969, 1971, 1977).

## Palmarès
- Campionato cecoslovacco: 6

Slavia VŠ Praga: 1964-65, 1965-66, 1968-69, 1969-70, 1970-71, 1971-72
- Coppa delle Coppe: 1

Slavia VŠ Praga: 1968-69